# 沃洛相卡 (利維夫州)
48°46′48″N 23°25′42″E / 48.78000°N 23.42833°E

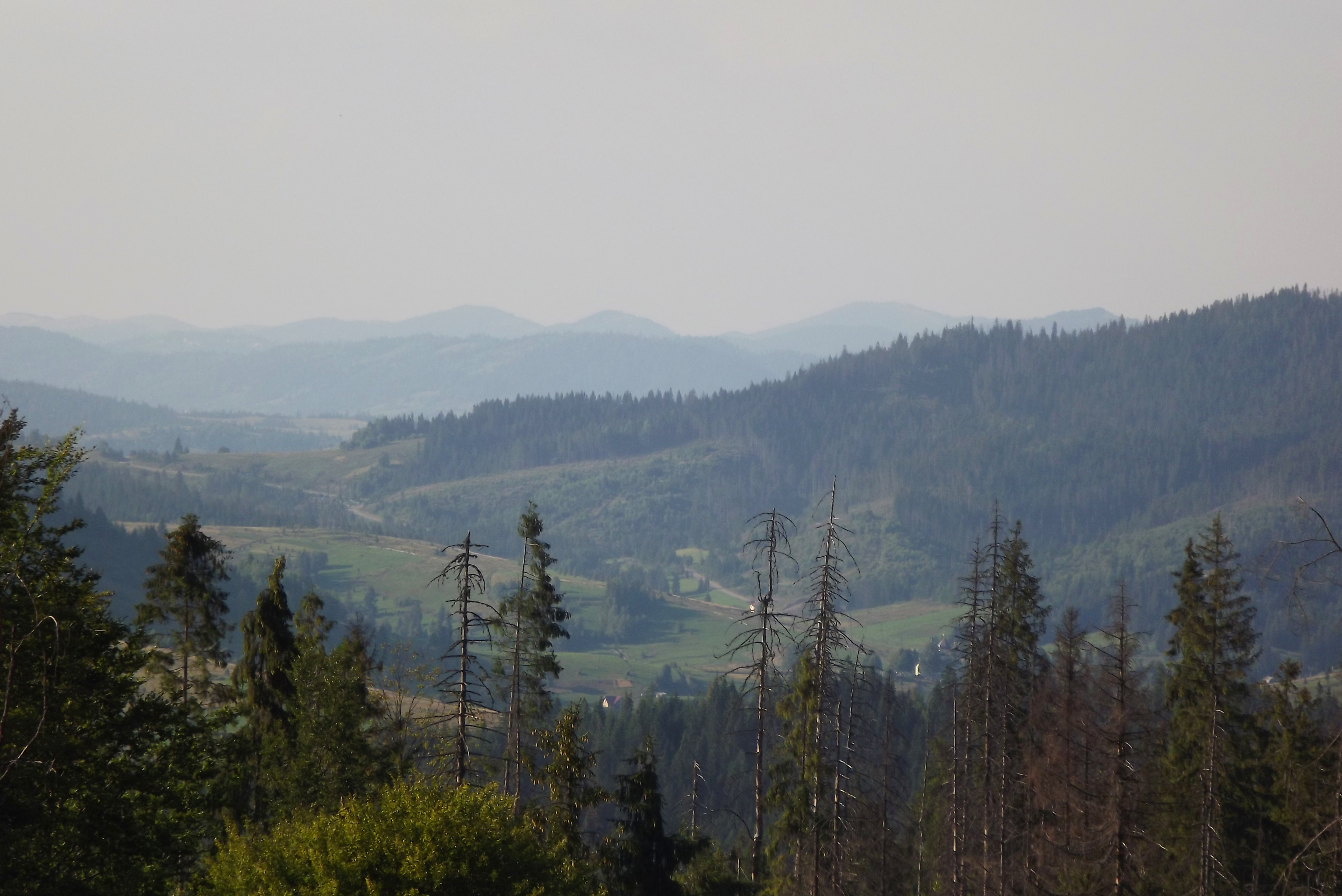

沃洛相卡（烏克蘭語：Волосянка），是烏克蘭西部利維夫州斯特雷區斯拉夫斯科市镇的村莊，處於斯拉夫卡河畔，始建於1572年，面積3.01平方公里，海拔高度673米，2001年人口1,452。